# Wiktor Iszczenko
Wiktor Łeonidowycz Iszczenko, ukr. Віктор Леонідович Іщенко, ros. Виктор Леонидович Ищенко, Wiktor Leonidowicz Iszczenko (ur. 16 marca 1966 we wsi Masliwka, w obwodzie kijowskim) – ukraiński piłkarz, grający na pozycji obrońcy, trener piłkarski.

## Kariera piłkarska
W 1985 rozpoczął karierę piłkarską w drużynie Zirka Kirowohrad, w której zakończył karierę piłkarza w roku 1990.

## Kariera trenerska
Karierę szkoleniowca rozpoczął po zakończeniu kariery piłkarza. Na początku 1993 został mianowany na stanowisko głównego trenera CSK WSU Kijów, którym kierował do kwietnia 1993. W maju wojskowa drużyna była prowadzona przez Anatolija Demjanenka, a w czerwcu Iszczenko powrócił na stanowisko głównego trenera kijowskiego klubu. Od kwietnia do czerwca 1995 prowadził klub Nywa Mironówka. Potem pracował w sztabie szkoleniowym Arsenału Kijów, gdzie trenował drugą i drużynę rezerw Arsenału. W sezonie 2005/06 zajmował stanowisko głównego trenera klubu Kniaża Szczasływe. Potem pomagał trenować Naftowyk-Ukrnafta Ochtyrka, a w sierpniu 2007 pełnił obowiązki głównego trenera klubu z Ochtyrki. W sezonie 2010/11 ponownie kierował drużyną rezerw Arsenału Kijów. W 2013 kierował juniorską drużynę Dynamo-RWUFK Kijów. Od 2014 pracuje w Republikańskiej Wyższej Szkole Kultury Fizycznej.